# Jonatan Goitía
Jonatan Esteban Goitía (Moreno, provincia de Buenos Aires, Argentina; 8 de febrero de 1994) es un futbolista argentino. Juega de defensor y su equipo actual es el Deportivo Riestra de la Primera División de Argentina.

## Trayectoria
Goitía se desarrolló en las divisiones formativas del Deportivo Riestra, haciendo su debut en el primer equipo con tan solo 16 años de edad, en un juego válido por la última fecha de la Primera D 2009-10 en el que su equipo cayó ante Centro Español por 1-0. Luego de continuar su trayectoria en inferiores del Malevo y en Banfield, en 2015 fichó como jugador del primer equipo de Atlas, equipo de la Primera D. Su actuación como habitual titular en el campeonato de ese año, certamen en el que participó en 30 encuentros, despertaron el interés de Sportivo Barracas, recientemente ascendido a la Primera C.
Goitía permaneció 2 temporadas en el Arrabalero, completando 30 presentaciones en un nivel que le permitiría pegar el salto a la Primera División, contratado por San Martín (San Juan). La estancia de Goitía en el conjunto cuyano duraría 2 temporadas, entre 2017 y 2018, en las cuales sería frecuente titular del equipo de Reserva, a lo que se sumaron 12 cotejos en el primer equipo del Verdinegro.
A inicios de 2019, Goitía buscó nuevos horizontes en su equipo formativo, el Deportivo Riestra, en ese momento en la tercera categoría. Goitía ganó en continuidad y fue titular en la mayoría de los partidos de la segunda rueda, que culminó con la obtención del cuarto lugar en el campeonato 2018-19 que significó el ascenso del Malevo de vuelta a la Primera Nacional. Ya en la segunda categoría Jonatan Goitía continuó siendo una pieza clave del conjunto blanquinegro, hasta la suspensión de la actividad futbolística por la pandemia de COVID-19. Una vez retomada la práctica del fútbol Goitía se perdería sólo 2 encuentros del Campeonato de Transición 2020, en el que Riestra avanzó hasta los cuartos de final del Torneo Reducido.
En una campaña 2021 sin buenos resultados para el equipo, Goitía sumó 22 apariciones para el Malevo, casi siempre en el once inicial. En el campeonato 2022 Goitía se consolidó como una pieza fundamental en la formación del equipo a cargo de Guillermo Duró primero, y Cristian Fabbiani después, logrando la clasificación al Torneo Reducido, en el que, con Goitía en el once inicial, fue tempranamente eliminado por Estudiantes (Río Cuarto).
En el campeonato 2023 Goitía se mantuvo en el equipo titular, con un total de 35 apariciones. En el Torneo Reducido, bajo las órdenes de Matías Módolo fue titular en los 6 partidos, convirtiendo goles en la vuelta de los cuartos de final ante Quilmes y en la vuelta de las semifinales ante Almirante Brown. Como ganador del Torneo Deportivo Riestra selló su pasaje a la Primera División por primera vez en su historia.
Goitía debutó en la temporada 2024 en el partido en que su equipo enfrentó a Instituto por la Copa de la Liga Profesional, convirtiendo ante Independiente Rivadavia su primer gol en Primera División.

## Estadísticas
Actualizado al último partido disputado el 16 de agosto de 2025.
| Deportivo Riestra Argentina                                                      | 5.ª           | 2009-10       | 1   | 0  | —  | — | — | — | 1   | 0  |
| Deportivo Riestra Argentina                                                      | 3.ª           | 2018-19       | 19  | 1  | 1  | 0 | — | — | 20  | 1  |
| Deportivo Riestra Argentina                                                      | 2.ª           | 2019-20       | 11  | 0  | 1  | 0 | — | — | 12  | 0  |
| Deportivo Riestra Argentina                                                      | 2.ª           | 2020          | 8   | 1  | —  | — | — | — | 8   | 1  |
| Deportivo Riestra Argentina                                                      | 2.ª           | 2021          | 22  | 5  | —  | — | — | — | 22  | 5  |
| Deportivo Riestra Argentina                                                      | 2.ª           | 2022          | 33  | 0  | —  | — | — | — | 33  | 0  |
| Deportivo Riestra Argentina                                                      | 2.ª           | 2023          | 35  | 5  | 0  | 0 | — | — | 35  | 5  |
| Deportivo Riestra Argentina                                                      | 1.ª           | 2024          | 25  | 0  | 15 | 1 | — | — | 40  | 1  |
| Deportivo Riestra Argentina                                                      | 1.ª           | 2025          | 20  | 0  | 2  | 0 | — | — | 22  | 0  |
| Deportivo Riestra Argentina                                                      | Total club    | Total club    | 174 | 12 | 19 | 1 | 0 | 0 | 193 | 13 |
| Atlas Argentina                                                                  | 5.ª           | 2015          | 30  | 1  | 1  | 0 | — | — | 31  | 1  |
| Atlas Argentina                                                                  | Total club    | Total club    | 30  | 1  | 1  | 0 | 0 | 0 | 31  | 1  |
| Sportivo Barracas Argentina                                                      | 4.ª           | 2016          | 13  | 0  | —  | — | — | — | 13  | 0  |
| Sportivo Barracas Argentina                                                      | 4.ª           | 2016-17       | 15  | 2  | 1  | 0 | — | — | 16  | 2  |
| Sportivo Barracas Argentina                                                      | Total club    | Total club    | 28  | 2  | 1  | 0 | 0 | 0 | 29  | 2  |
| San Martín (San Juan) Argentina                                                  | 1.ª           | 2017-18       | 6   | 0  | 0  | 0 | — | — | 6   | 0  |
| San Martín (San Juan) Argentina                                                  | 1.ª           | 2018-19       | 6   | 0  | 0  | 0 | — | — | 6   | 0  |
| San Martín (San Juan) Argentina                                                  | Total club    | Total club    | 12  | 0  | 0  | 0 | 0 | 0 | 12  | 0  |
| Total carrera                                                                    | Total carrera | Total carrera | 244 | 15 | 21 | 1 | 0 | 0 | 265 | 16 |
| (1) Copas nacionales incluye la Copa Argentina y la Copa de la Liga Profesional. |               |               |     |    |    |   |   |   |     |    |

## Palmarés

### Otros logros
| Logro                                           | Club              | Año  |
| ----------------------------------------------- | ----------------- | ---- |
| Ganador del Torneo Reducido de Primera Nacional | Deportivo Riestra | 2023 |